# San Andrés Xecul
San Andrés Xecul («San Andrés»: en honor a San Andrés Apóstol; «Xecul»: se deriva de dos voces, xe que significa «bajo» y cul que significa «chamarra») es un municipio del departamento de Totonicapán de la región nor-occidente de la República de Guatemala.
En 1820, hacia el final de la colonia, sus habitantes participaron en una revuelta indígena contra los tributos excesivos dirigida por Atanasio Tzul, la cual se alzó contra las autoridades peninsulares y criollas en Totonicapán y Santa María Chiquimula, pero fue reprimida por milicianos ladinos, principalmente provenientes del valle de Sija.
Tras la Independencia de Centroamérica en 1821, Shejul fue parte del departamento Totonicapán/Huehuetenango, y en 1838 pasó al Estado de Los Altos, el cual fue aprobado por el Congreso de la República Federal de Centro América en ese mismo año. En el nuevo estado hubo constantes revueltas campesinas y tensión con Guatemala, hasta que las hostilidades estallaron en 1840, y el general conservador mestizo Rafael Carrera recuperó la región para Guatemala.
El departamento de Totonicapán/Huehuetenango permaneció como tal hasta el 12 de agosto de 1872, cuando la Revolución Liberal de 1871 ya había triunfado seis años después de la muerte del general Carrera; en ese fecha el gobierno de facto del presidente provisorio Miguel García Granados creó el nuevo departamento de Quiché tomando gran parte de los extensos territorios de Totonicapán/Huehuetenango y Sololá/Suchitepéquez. Desde ese momento, San Andrés Xecul pasó a ser parte del nuevo departamento de Totonicapán.
En el siglo xxi el municipio se incorporó a la Mancomunidad Metrópoli de los Altos, una entidad que involucra a varios municipios de los departamentos de Quetzaltenango y Totonicapán y que promueve el desarrollo sostenible de los mismos a mediano y largo plazo.
Su principal atractivo turístico es su templo católico colonial.

## Toponimia
Muchos de los nombres de los municipios y poblados de Guatemala constan de dos partes: el nombre del santo católico que se venera el día en que fueron fundados y una descripción con raíz náhuatl; esto se debe a que las tropas que invadieron la región en la década de 1520 al mando de Pedro de Alvarado estaban compuestas por soldados españoles y por indígenas tlaxcaltecas y cholultecas. En este caso, el nombre le fue conferido en honor al apóstol Andrés, mientras que el topónimo «Xecul» proviene de las raíces «xe» (español: «bajo») y «cul» (español: «cobija»).

## División política
El censo de población de 2002 reportó 22,362 habitantes, con un porcentaje de 99.74% de población indígena. El municipio cuenta con cuatro aldeas y cincuenta y tres caseríos; las aldeas son: Chajabal, Nimasac, Palomora y San Felipe Xejuyub.

## Geografía física
El municipio de San Andrés Xecul tiene una extensión territorial de 212 km².

### Clima
La cabecera municipal de San Andrés Xecul tiene clima templado (Clasificación de Köppen: Cwb).
| Parámetros climáticos promedio de San Andrés Xecul | Parámetros climáticos promedio de San Andrés Xecul | Parámetros climáticos promedio de San Andrés Xecul | Parámetros climáticos promedio de San Andrés Xecul | Parámetros climáticos promedio de San Andrés Xecul | Parámetros climáticos promedio de San Andrés Xecul | Parámetros climáticos promedio de San Andrés Xecul | Parámetros climáticos promedio de San Andrés Xecul | Parámetros climáticos promedio de San Andrés Xecul | Parámetros climáticos promedio de San Andrés Xecul | Parámetros climáticos promedio de San Andrés Xecul | Parámetros climáticos promedio de San Andrés Xecul | Parámetros climáticos promedio de San Andrés Xecul | Parámetros climáticos promedio de San Andrés Xecul |
| Mes                                                | Ene.                                               | Feb.                                               | Mar.                                               | Abr.                                               | May.                                               | Jun.                                               | Jul.                                               | Ago.                                               | Sep.                                               | Oct.                                               | Nov.                                               | Dic.                                               | Anual                                              |
| -------------------------------------------------- | -------------------------------------------------- | -------------------------------------------------- | -------------------------------------------------- | -------------------------------------------------- | -------------------------------------------------- | -------------------------------------------------- | -------------------------------------------------- | -------------------------------------------------- | -------------------------------------------------- | -------------------------------------------------- | -------------------------------------------------- | -------------------------------------------------- | -------------------------------------------------- |
| Temp. máx. media (°C)                              | 17.9                                               | 18.8                                               | 20.4                                               | 21.4                                               | 20.7                                               | 19.5                                               | 19.3                                               | 19.8                                               | 19.1                                               | 18.7                                               | 18.8                                               | 18                                                 | 19.4                                               |
| Temp. media (°C)                                   | 10.5                                               | 11.2                                               | 12.7                                               | 14.4                                               | 15.1                                               | 14.6                                               | 14.4                                               | 14.2                                               | 14.2                                               | 13.7                                               | 12.5                                               | 11.2                                               | 13.2                                               |
| Temp. mín. media (°C)                              | 3.2                                                | 3.7                                                | 5.1                                                | 7.4                                                | 9.5                                                | 9.8                                                | 9.5                                                | 8.6                                                | 9.3                                                | 8.7                                                | 6.2                                                | 4.5                                                | 7.1                                                |
| Precipitación total (mm)                           | 2                                                  | 3                                                  | 7                                                  | 33                                                 | 127                                                | 169                                                | 130                                                | 136                                                | 189                                                | 105                                                | 20                                                 | 2                                                  | 923                                                |
| Fuente: Climate-Data.org                           |                                                    |                                                    |                                                    |                                                    |                                                    |                                                    |                                                    |                                                    |                                                    |                                                    |                                                    |                                                    |                                                    |

### Ubicación geográfica
San Andrés Xecul está en el departamento de Totonicapán y se encuentra a una distancia de 18 km de la cabecera departamental Totonicapán. Sus colindancias son:
- Norte y este: San Cristóbal Totonicapán, municipio del departamento de Totonicapán
- Oeste: San Francisco La Unión, municipio del departamento de Quetzaltenango
- Sur: Olintepeque y Salcajá, también municipios de Quetzaltenango.[15]

|                               | Norte: San Cristóbal Totonicapán |                                 |
| Oeste: San Francisco La Unión |                                  | Este: San Cristóbal Totonicapán |
|                               | Sur: Olintepeque Salcajá         |                                 |

## Gobierno municipal
Los municipios se encuentran regulados en diversas leyes de la República, que establecen su forma de organización, lo relativo a la conformación de sus órganos administrativos y los tributos destinados para los mismos.  Aunque se trata de entidades autónomas, se encuentran sujetos a la legislación nacional y las principales leyes que los rigen desde 1985 son:
| N.º | Ley                                                | Descripción |
| --- | -------------------------------------------------- | --- |
| 1   | Constitución Política de la República de Guatemala | Tiene una regulación legal específica para los municipios en los artículos 253 al 262. |
| 2   | Ley Electoral y de Partidos Políticos              | Ley de carácter constitucional aplicable a los municipios en el tema de la conformación de sus autoridades electas. |
| 3   | Código Municipal                                   | Decreto 12-2002 del Congreso de la República de Guatemala. Tiene la categoría de ley ordinaria y contiene preceptos generales aplicables a todos los municipios, e inclusive contiene legislación referente a la creación de los municipios.             |
| 4   | Ley de Servicio Municipal                          | Decreto 1-87 del Congreso de la República de Guatemala. Regula las relaciones entra la municipalidad y los servidores públicos en materia laboral. Tiene su base constitucional en el artículo 262 de la constitución que ordena la emisión de la misma. |
| 5   | Ley General de Descentralización                   | Decreto 14-2002 del Congreso de la República de Guatemala. Regula el deber constitucional del Estado, y por ende del municipio, de promover y aplicar la descentralización y desconcentración económica y administrativa.                                |

El gobierno de los municipios está a cargo de un Concejo Municipal mientras que el código municipal —ley ordinaria que contiene disposiciones que se aplican a todos los municipios— establece que «el concejo municipal es el órgano colegiado superior de deliberación y de decisión de los asuntos municipales […] y tiene su sede en la circunscripción de la cabecera municipal»; el artículo 33 del mencionado código establece que «[le] corresponde con exclusividad al concejo municipal el ejercicio del gobierno del municipio».
El concejo municipal se integra con el alcalde, los síndicos y concejales, electos directamente por sufragio universal y secreto para un período de cuatro años, pudiendo ser reelectos.
Existen también las Alcaldías Auxiliares, los Comités Comunitarios de Desarrollo (COCODE), el Comité Municipal del Desarrollo (COMUDE), las asociaciones culturales y las comisiones de trabajo. Los alcaldes auxiliares son elegidos por las comunidades de acuerdo a sus principios y tradiciones, y se reúnen con el alcalde municipal el primer domingo de cada mes, mientras que los Comités Comunitarios de Desarrollo y el Comité Municipal de Desarrollo organizan y facilitan la participación de las comunidades priorizando necesidades y problemas.
Los alcaldes que ha habido en el municipio son:
- 2012-2016: Martín Saquic[17]

## Historia
Durante la época hispánica los españoles llamaron al lugar con el nombre de «San Andrés» en honor a Andrés (apóstol), aunque era conocido solamente por «Shejul».[cita requerida]

### Revuelta indígena de 1820

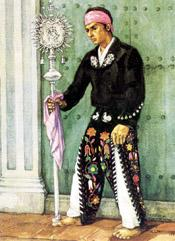
Líder indígena Atanasio Tzul.

Los residentes de San Andrés Xecul se unieron a la revuelta contra los tributos excesivos, que comenzó el 20 de febrero de 1820 en Santa María Chiquimula; ante el interés de su pueblo indígena por acabar con los impuestos eclesiásticos y el tributo, Atanasio Tzul y Lucas Aguilar lucharon en contra del poder de la Capitanía General de Guatemala representado por el capitán general, el Arzobispo de Guatemala, Ramón Casaus y Torres, las órdenes regulares, la élite ladina local y los caciques de Totonicapán. Los tributos reales habían sido suprimidos en 1811 por las cortes de Cádiz, pero fueron impuestos de nuevo por el rey Fernando VII.
Durante la cuaresma de 1820, cuando se supo que Fernando VII había sido obligado a poner nuevamente en vigencia la Constitución absolutista, Aguilar y Tzul realizaron gestiones ante el alcalde mayor para verificar el hecho. El 12 de julio por la noche, los principales y los líderes de la revuelta reconocieron como reyes a Tzul y a su esposa, simbólicamente les impusieron las coronas de San José y Santa Cecilia. Así, se dio paso al rechazo del tributo, la remoción del Alcalde Mayor, José Manuel Lara de Arrese y la imposición de un gobierno propio.
Tzul fue azotado durante nueve días y encarcelado más tarde en Quetzaltenango, después de que el movimiento sufriera una represión a manos de alrededor de mil milicianos ladinos, proveniente del valle de Sija y otros lugares. El 25 de enero de 1821, él y otros dirigentes solicitaron la gracia del indulto, el cual les fue concedido el 1.° de marzo de 1821, después de una manifestación de individuos totonicapenses.

### Tras la Independencia de Centroamérica
La constitución del Estado de Guatemala promulgada el 11 de octubre de 1825 —y no el 11 de abril de 1836, como numerosos historiadores han reportado incorrectamente — creó los distritos y sus circuitos correspondientes para la administración de justicia según el Código de Lívingston traducido al español por José Francisco Barrundia y Cepeda; Totonicapán fue sede del circuito del mismo nombre en el distrito N.º 9 (Totonicapán); a este circuito pertenecían también Salcajá, San Cristóbal, «Shejul» —como se le decía entonces a San Andrés Xecul—, Vobos (Sibilia), San Carlos Sija y San Francisco.
Conformación de los Distritos del Estado De Guatemala tras la iindependencia del Reino de Guatemala de España.
| - Mapa de Guatemala en 1839, elaborado por el arquitecto británico Frederick Catherwood, quien visitó Guatemala en compañía del explorador estadounidense John Lloyd Stephens en comisión del presidente de los Estados Unidos, Martin Van Buren. - La Asamblea Legislativa del recién creado Estado de Guatemala estableció los distritos para impartir justicia en su territorio en 1825, y Totonicapán fue sede del circuito del mismo nombre en el distrito N.° 9 (Totonicapán); a este circuito pertenecían también Salcajá, San Cristóbal, Shejul, Vobos, San Carlos Sija y San Francisco. |

### El efímero Estado de Los Altos

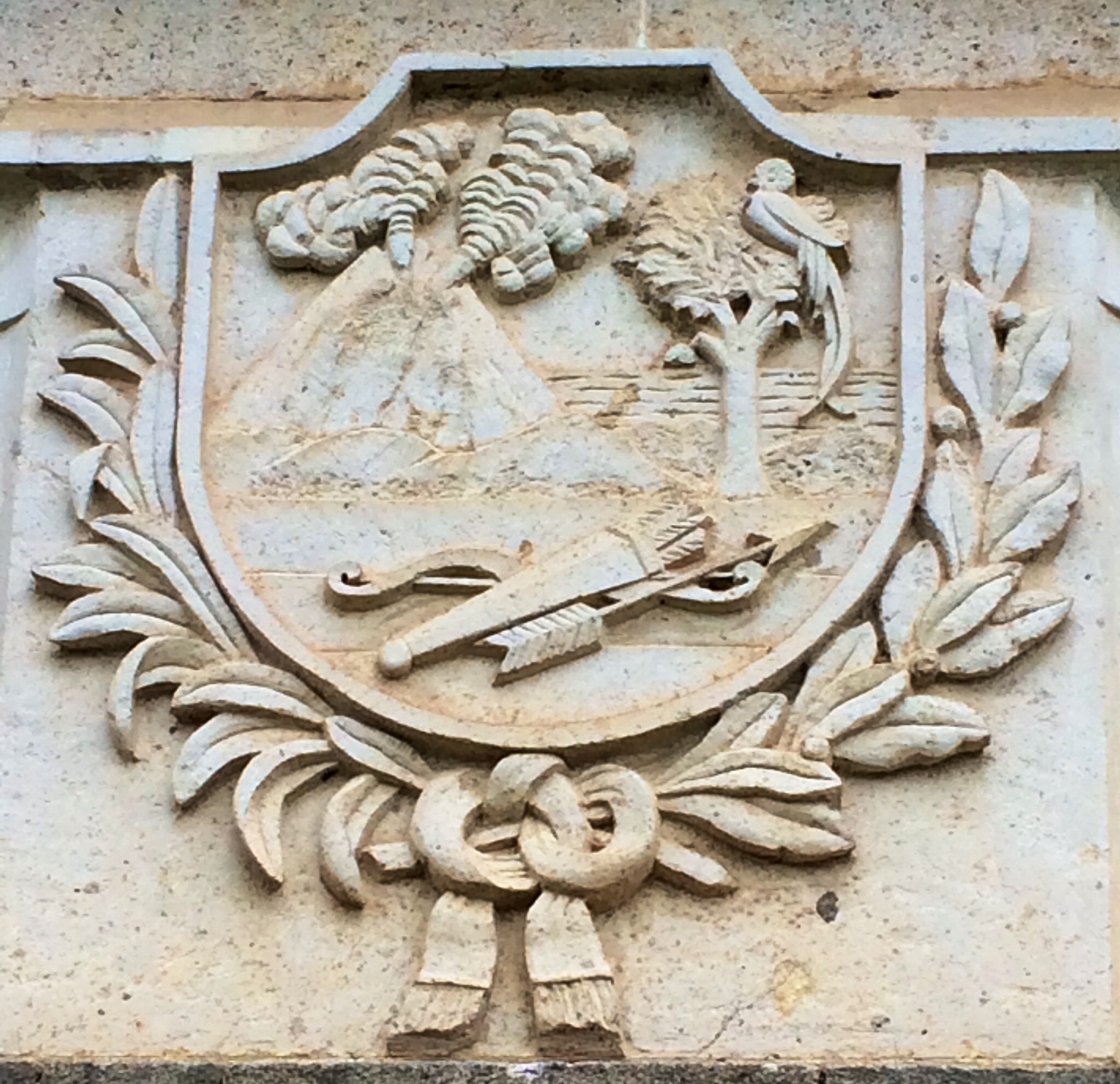
Escudo del Estado de Los Altos.

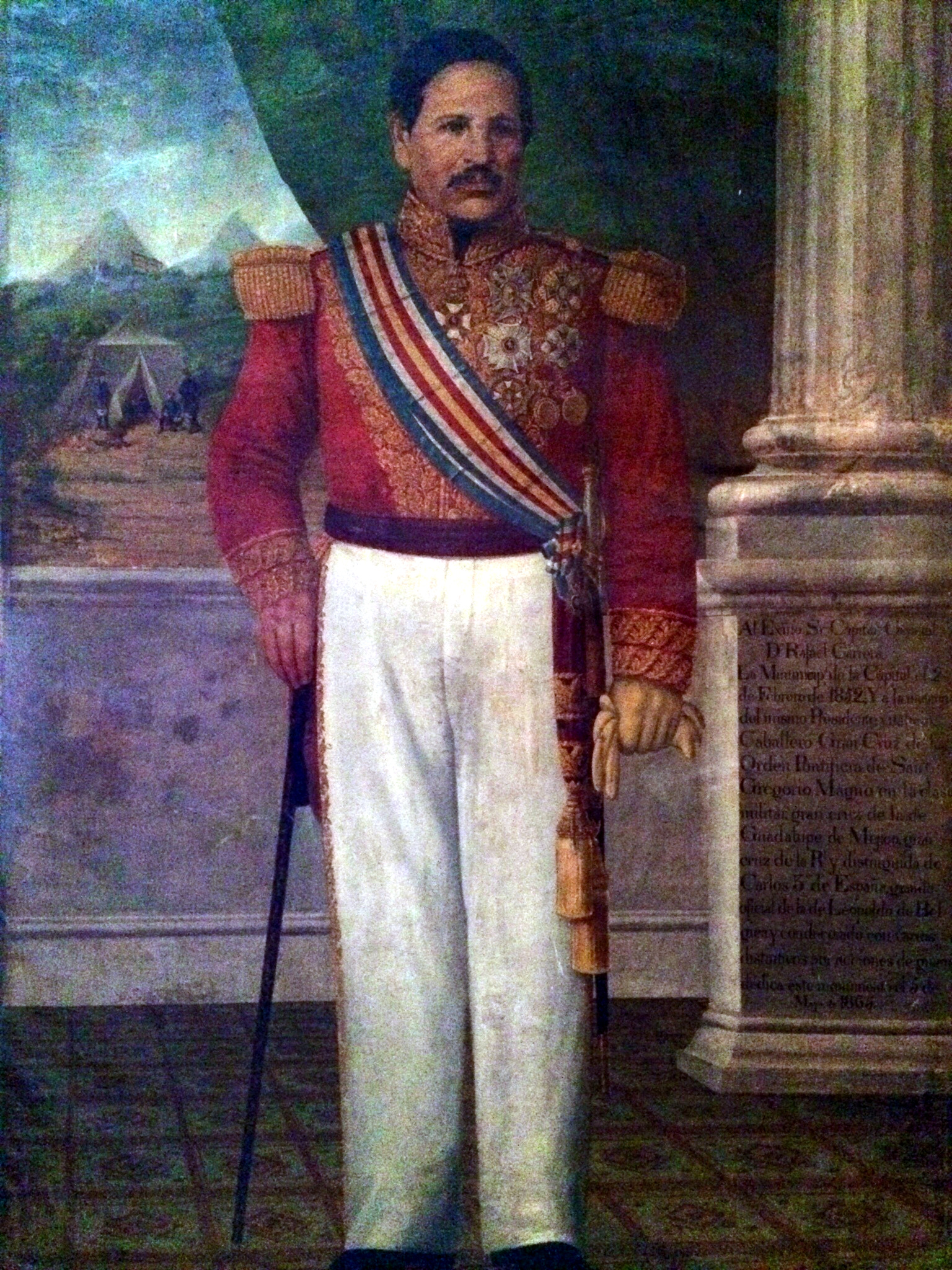
Retrato oficial del capitán general Rafael Carrera con la banda presidencial con los colores de la bandera de Guatemala instituida en 1858. En 1840 retomó por la fuerza el Estado de los Altos al que pertenecía San Andrés Xecul y derrotó al presidente de la República Federal de Centro América, el general hondureño Francisco Morazán.

A partir del 3 de abril de 1838, San Andrés Xecul fue parte de la región que formó el efímero Estado de Los Altos y que forzó a que el Estado de Guatemala se reorganizara en siete departamentos y dos distritos independientes el 12 de septiembre de 1839: 
- Departamentos: Chimaltenango, Chiquimula, Escuintla, Guatemala, Mita, Sacatepéquez, y Verapaz
- Distritos: Izabal y Petén[22]

La región occidental de la actual Guatemala había mostrado intenciones de obtener mayor autonomía con respecto a las autoridades de la ciudad de Guatemala desde la época colonial, pues los criollos de la localidad consideraban que los criollos capitalinos que tenían el monopolio comercial con España no les daban un trato justo.  Pero este intento de secesión fue aplastado por el general Rafael Carrera, quien reintegró al Estado de Los Altos al Estado de Guatemala en 1840 y luego venció contundentemente al presidente de la República Federal de Centro América, el general liberal hondureño Francisco Morazán en la Ciudad de Guatemala unos cuantos meses después.

### Tras la Reforma Liberal de 1871
Luego de la Reforma Liberal de 1871, el gobierno de facto del presidente provisiorio Miguel García Granados dispuso crear el departamento de Quiché para mejorar la administración territorial de la República dada la enorme extensión del territorio de los departamentos de Totonicapán/Huehuetenango y de Sololá/Suchitepéquez. De esta cuenta, el 12 de agosto de 1872 el departamento de Sololá/Suchitepéquez perdió sus distritos de Suchitepéquez, de la Sierra y de Quiché y San Andrés Xecul pasó a formar parte del nuevo departamento de Totonicapán, junto con Totonicapán, San Cristóbal, San Francisco El Alto, San Carlos Sija, San Antonio Sija, San Bartolo Agua Caliente, Calel, Momostenango, Santa María Chiquimula, San Antonio Ilotenango, Nagualá y Santo Tomás Perdido, en la costa de Suchitepéquez.

### sigloXXI: Mancomunidad Metrópoli de Los Altos
Esta entidad se formó en el siglo xxi, cuenta con una extensión territorial de 871.06 km² y está compuesta por una población total de 364,258 habitantes. La Mancomunidad está conformada por los municipios de San Andrés Xecul y Totonicapán en el departamento de Totonicapán y por los municipios de San Carlos Sija, Sibilia, La Esperanza, San Juan Ostuncalco, Quetzaltenango, Zunil y Salcajá en el departamento de Quetzaltenango, los cuales se adhirieron a la entidad voluntariamente. Los municipios son representados a través de sus Consejos Municipales y «promueve el desarrollo local, integral y sostenible de los municipios integrantes mediante la formulación de políticas públicas municipales, planes, programas y proyectos, la ejecución de obras y la prestación eficiente de los servicios de su competencia, en forma individual y conjunta».

## Economía
Su economía se basa especialmente en la agricultura, en la artesanía y la industrialización de muebles de madera y otros productos. Casi todos los pobladores del municipio practican una actividad de estas, algunos creen que es porque la mayoría de personas son indígenas y las personas de esa raza trabajan mucho por su economía personal.

### Agricultura
Los pobladores acostumbran a sembrar alimentos como verduras y frutas, cereales y también algunos granos básicos. Entre los diferentes cultivos los más cosechados son:
Maíz, trigo, avena, cebada, papa, haba, frijol, manzana y arveja.

### Artesanía
Los pobladores elaboran diferentes productos artesanales como tejidos típicos de algodón, muebles de madera, candelas, cuero, teja y ladrillo de barro.

## Turismo

### Templo católico colonial

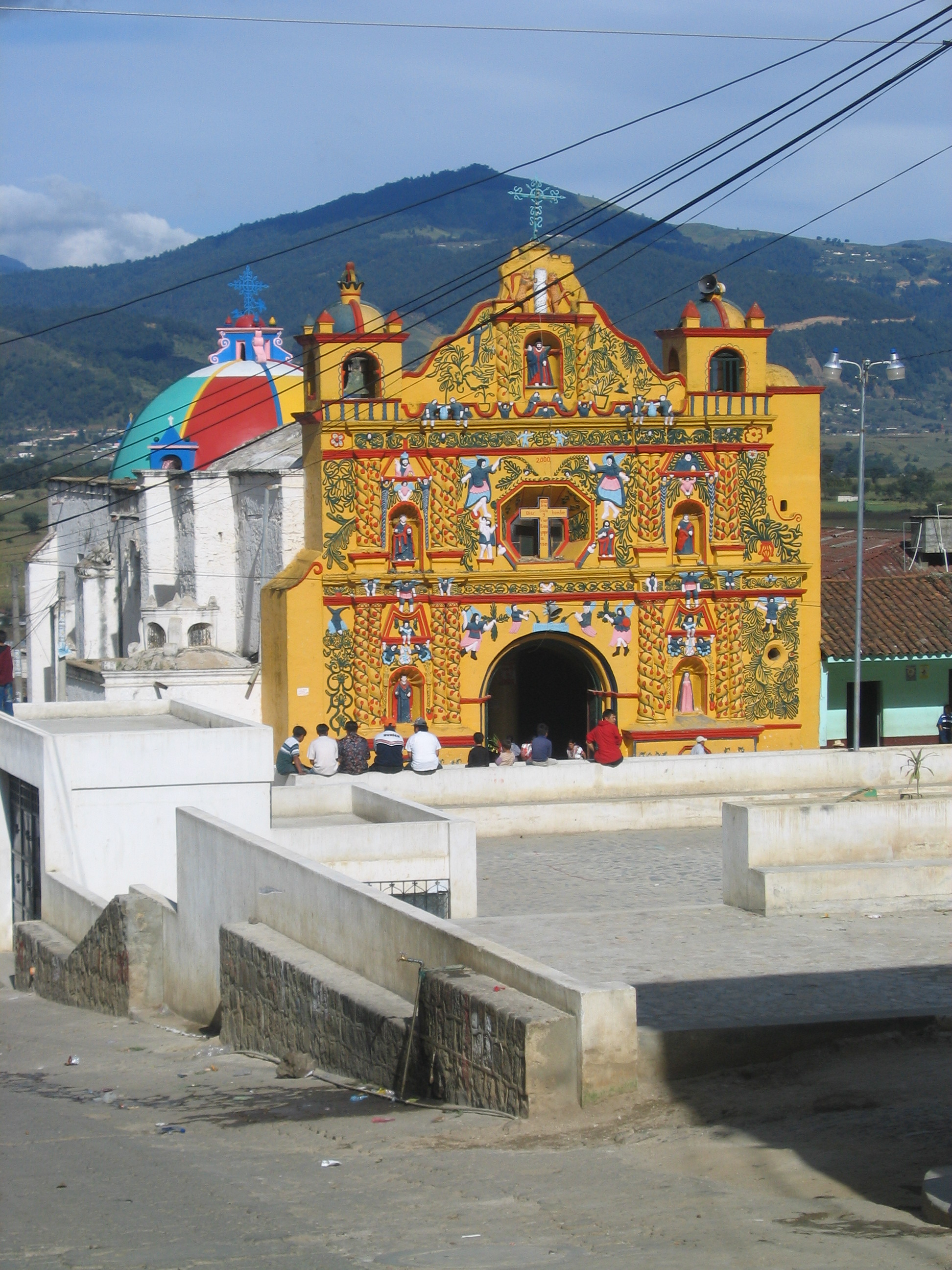
Iglesia de San Andrés Xecul vista a distancia.

La historia de la iglesia de San Andrés Xecul se remonta a mediados del siglo siglo xvii; su diseño particular es uno de los mejores que tiene el país de Guatemala y una muestra de la cultura de sincretismo religioso que existe en el municipio. hay una antigua historia que dice que llegó un hombre en la noche a construir la iglesia, pero al despertarse al otro día las personas la Iglesia ya estaba terminada en una sola noche por un solo hombre.